# ドヴェレン
ドヴェレン（ロシア語: Дверен）は中世に存在したキエフ公国領の都市である。
ドヴェレンはキエフ・ルーシ期に、ステップの遊牧民の侵入を防ぐ沿ローシ川防衛線の都市要塞の1つとして建設された。ただしローシ川沿いの都市であったことは史料より知られているが、正確な位置は不明である。P.ゴルボフスキー(ru)は、その位置はローシ川左岸であり、且つロデニとコルスニ（現コールスニ＝シェウチェーンキウシクィイ）との間であったと推測している。
後にドヴェレンには、ルーシ諸公に仕え傭兵部隊を構成したチョールヌィ・クロブキらが住んだ。キエフ・ルーシ崩壊以降の15世紀にはリトアニア大公国領の南部の国境に位置しており、モンゴル系ハン国の侵入によって荒廃した。そのうちの1つとしては1482年のメングリ・ギレイによるキエフへの遠征があげられる。この遠征の際にドヴェレンに住むチョールヌィ・クロブキは全て殺害された。